# 5004 Bruch
5004 Bruch è un asteroide della fascia principale. Scoperto nel 1988, presenta un'orbita caratterizzata da un semiasse maggiore pari a 2,2405927 UA e da un'eccentricità di 0,0689321, inclinata di 3,34770° rispetto all'eclittica.